# Anadin Suljaković
Anadin Suljaković (* 16. Juni 1998 in Zenica) ist ein Handballtorwart aus Bosnien und Herzegowina mit katarischer Staatsbürgerschaft, der für die HSG Wetzlar und die katarische Nationalmannschaft spielt.

## Karriere
Anadin Suljaković spielte bei den Vereinen RK Maglaj, al-Sadd Sports Club, UMF Selfoss und Al-Ahli SC. Er steht seit der Saison 2019/20 beim Bundesligisten HSG Wetzlar unter Vertrag. In der Saison 2020/21 besaß Suljaković ein Zweitspielrecht für den Zweitligisten EHV Aue.
Mit der katarischen Nationalmannschaft nahm Suljaković an den Weltmeisterschaften 2019, 2023 und 2025 teil. Bei der Asienmeisterschaft 2022 gewann er mit Katar die Goldmedaille.